# 北澳玫瑰鹦鹉
（英文：Northern rosella），又稱布朗氏玫瑰鹦鹉、黑草玫瑰鹦鹉，该品种分布于澳大利亚北部，栖息地由东向西从卡奔塔利亚湾到阿纳姆地延伸至金伯利。1820年海因里希·库尔（Heinrich Kuhl）描述过这种鹦鹉，并且发现了两个亚种。不同于普通玫瑰鹦鹉的鲜亮色彩，北部玫瑰鹦鹉头部背部为黑色，脸颊上方为白色（北领地的为指名亚种，大部分为白色；西澳的为hillii亚种，为蓝色）。北部玫瑰鹦鹉的覆羽肩羽为黑色，并带有浅黄色滚边，背部下方和胸腹部为浅黄色，带有深色滚边。尾部为蓝绿色，翅膀内侧为黑色，翅膀弯曲之处与外侧中间覆羽为蓝紫色。雌鸟雄鸟羽毛相似，雌鸟及幼鸟通常羽色较深，并零星散布红羽。
在澳洲，北澳玫瑰鹦鹉主要栖息于浓密的森林和开阔的草原，是食草性鸟类，主要以种子，尤其是草籽和桉树籽，以及花和浆果为食，但也吃昆虫。北澳玫瑰鹦鹉在树洞里筑巢。虽不常见，但在国际自然保护联盟的濒危物种红色名录上，北部玫瑰鹦鹉被列为低危物种。

## 分类及命名
1820年，德国博物学家海因里希·库尔首次将北澳玫瑰鹦鹉描述为“美丽的鹦鹉”（Psittacus venustus）。这一描述来自于费迪南德·鲍尔（Ferdinand Bauer）对1803年2月罗伯特·布朗（[Robert Brown）在马修·弗林德斯（Matthew Flinders）环绕澳大利亚海岸线的航行期间收集的标本绘制的插图。这个特殊的词汇来自拉丁语venustus，意思是“迷人的，可爱的或优美的”。 1821年，荷兰动物学家科恩拉德·雅各布·特明克（Coenraad Jacob Temminck）为了纪念布朗，将其命名为“布朗氏鹦鹉”（Psittacus brownii）；1827年，爱尔兰动物学家尼古拉斯·艾爾沃德·維格以布朗氏鹦鹉之名将其归类于玫瑰鹦鹉属，称其为“整个鹦鹉科中最美丽的一种”。 但是约翰·古尔德在1865年的《澳大利亚鸟类手册》中写道：“迄今为止，鸟类学家将此类鸟称为「布朗氏玫瑰鹦鹉」（Platycercus brownii）以纪念这位著名的植物学家布朗；但遗憾的是，以其特征“venustus”（美丽迷人）命名此种鹦鹉更优于以该植物学家的名字命名。”

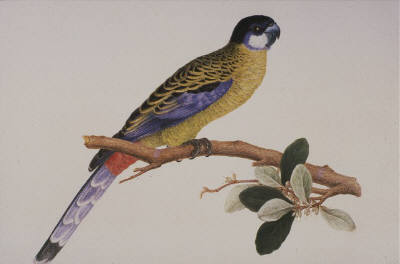
费迪南德·鲍尔画作约1811–1813年

1910年，格雷戈里·马修斯（Gregory Mathews）描述了G.F.希尔（G.F. Hill）在西澳大利亚纳皮尔布鲁姆湾（Napier Broome Bay）收录的玫瑰鹦鹉亚种hillii。马修斯发现，与指名亚种相比，西澳亚种的脸颊蓝色更多，白色更少。 维多利亚河是该亚种与指名亚种之间的分界线。 动物分类学家亚瑟·凯恩（Arthur Cain）将该亚种等同于指名亚种，因为就他所知两亚种的唯一区别在于脸颊颜色，但也承认进一步的证据或许能说明两亚种的不同之处。 除了脸颊羽毛的差异外，二者的区别还在于西澳亚种胸腹部的羽毛黄色更鲜亮，黑色滚边较窄，喙更长更宽。 马修斯在1912年发现了梅尔维尔岛的一个亚种，梅尔维尔玫瑰鹦鹉（P. venustus melvillensis），并指出其背部羽毛颜色更深。 现在人们认为它和指名亚种并无区别。 
国际鸟类学家联盟（IOC）已将“北部玫瑰鹦鹉”指定为其正式名称。 早期使用过的名称包括以收录者名字命名的布朗氏玫瑰鹦鹉（或布朗氏鹦鹉、长尾鹦鹉）， 目前在欧洲和英国的养禽业中人们仍在使用布朗氏长尾鹦鹉的名称， 以及根据其黑羽命名的黑草玫瑰鹦鹉。 约翰·古尔德在1848年报告，当地人一般根据其外形称呼。并且黑草玫瑰鹦鹉是19世纪末人们最常用的称呼。1913年，该鹦鹉的名字被澳大利亚皇家鸟类学家联盟（RAOU）改成了黑鹦鹉（可能是随意删改）。  在澳大利亚北部西阿纳姆地区的昆温克语中，人们用Bulawirdwird和Djaddokorddokord两个词称呼北部玫瑰鹦鹉。 
作为玫瑰鹦鹉属6种玫瑰鹦鹉之一，北部玫瑰鹦鹉与东澳玫瑰鹦鹉（P. eximius）和淡头玫瑰鹦鹉（P. adscitus）组成了“白颊”玫瑰鹦鹉谱系。 1987年，奥文登（Ovenden）及其同事对线粒体DNA进行了一项基因研究，发现北部玫瑰鹦鹉是整个白颊谱系中的最早分支（基群）。 但是阿什利·希波姆（Ashlee Shipham）及其同事在2017年发表的一项关于核DNA的研究发现，东部玫瑰鹦鹉才是白颊谱系的基群，分支为淡头玫瑰鹦鹉和北部玫瑰鹦鹉，因此，玫瑰鹦鹉属的非旁系族群能够杂交。 

## 外形特征

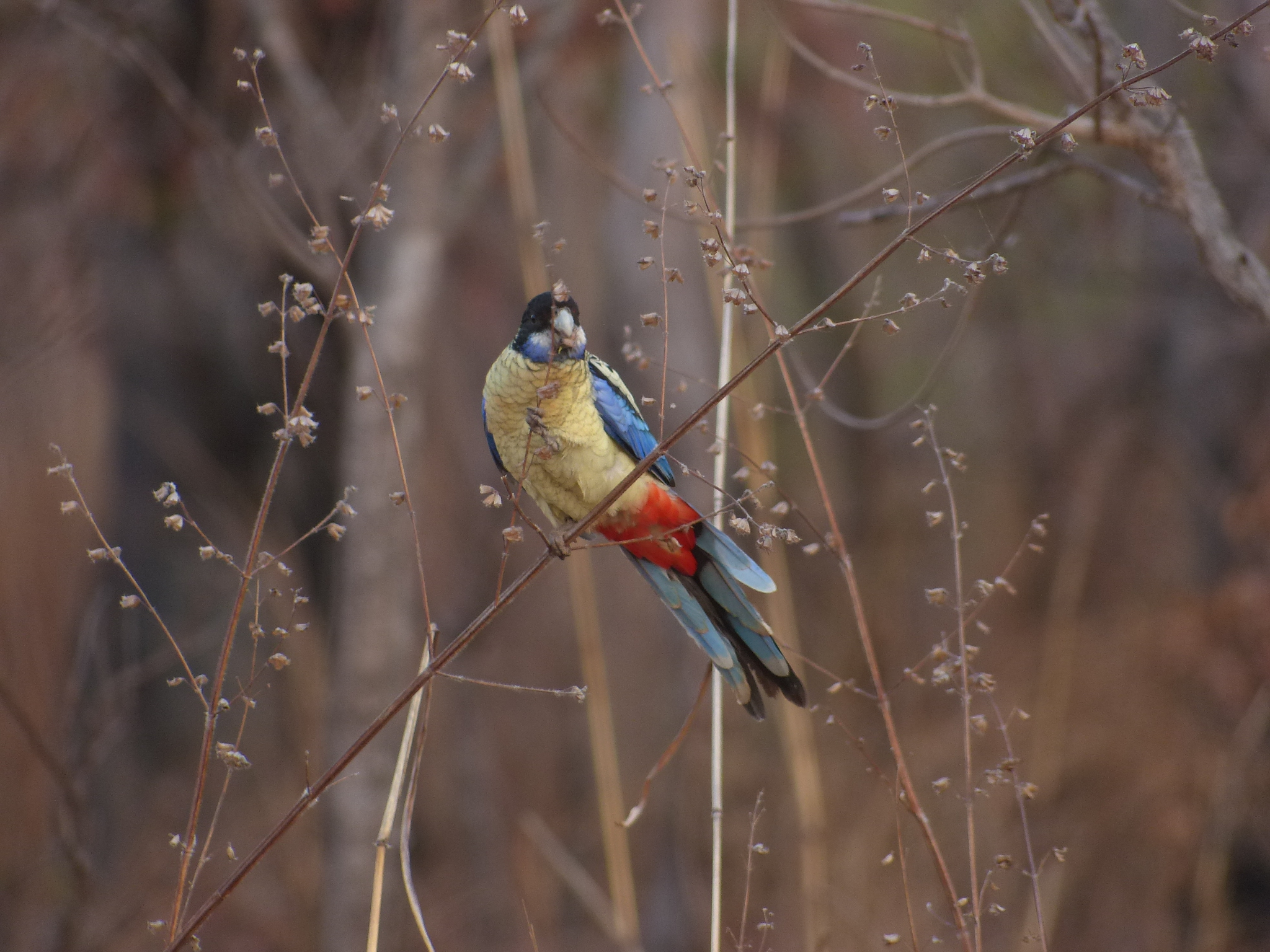
西澳大利亚的hillii亚种

除西澳玫瑰鹦鹉外，北部玫瑰鹦鹉比所有玫瑰鹦鹉体型小，成鸟体重90至110 g（3.2至3.9 oz），体长29至32 cm（11至13英寸）。 翅膀宽大，翼展约44 cm（17英寸） ，  尾部较长，有十二根羽毛。 尽管一些成年雌鸟羽色较深，头顶和胸部更可能有零星红羽，但仍很难从外观上分辨雌鸟雄鸟。 成鸟的前额、冠部、眼部、耳羽、上颈、后颈呈黑色，喉部为白色，颊部较大，指名亚种的颊部以白色为主，脸颊下方渐变为紫色， 西澳亚种的颊部以蓝色为主，上部的白色范围较为狭窄。北部玫瑰鹦鹉的下颈羽，覆羽和肩羽为黑色，带有微黄滚边，边缘呈扇贝状；而背羽，尾羽，尾上覆羽及其下部为浅黄色，带有黑色滚边和不易发现的灰色绒羽。胸部绒羽羽色深灰，偶有红色。尾下覆羽为黑色，带有黑色滚边。腿部羽毛为淡黄色，略带蓝色。 长尾中间的舵羽呈墨绿色，到尖端处变为深蓝色；而其他的飞羽则呈深蓝色，边缘有一条浅蓝色和一条白色的条纹。尾下为淡蓝色，尖端为白色。羽翼静止时肩部呈现出一条较宽的斑状蓝紫色，次级飞羽的边缘为深蓝色，初级飞羽为黑色，边缘为蓝色。喙呈米黄色，鼻周蜡膜为灰色，腿和脚为灰色，虹膜为黑褐色。 幼鸟外形肖似成鸟，但整体羽色更深，颊部斑块不太清晰。尤其是黑色的羽毛实际更偏灰色，头、颈和胸腹部更可能会散布零星红羽。 

## 分布地和栖息环境
北部玫瑰鹦鹉遍布澳大利亚北部。它的踪迹横跨西澳大利亚金伯利，南至南纬18度线附近，人们在德比（Derby） ，温贾纳峡谷国家公园（Windjana Gorge National Park） ，北部伍纳明·米利旺迪山脉（Wunaamin Miliwundi Ranges） ，斯普林维尔站（Springvale Station）和沃蒙（Warmun）都发现过它们的踪迹，据报在霍尔斯溪（Halls Creek）和菲茨罗伊克罗欣也发现过它们的身影。在北领地，从维多利亚河开始，它们的足迹北至提维群岛，东至西阿纳姆地，横跨北阿纳姆地，一路穿过密林根比岛和韦塞尔群岛至戈夫半岛。目前尚未在阿纳姆地中部发现北部玫瑰鹦鹉的踪迹，但它们曾出现在更东面的地区，如卡奔塔利亚湾的西部和南部海岸线附近，大约在博罗卢拉至昆士兰西部边界尼科尔森河的位置。 
北部玫瑰鹦鹉生活在草木茂密的开阔林木中，如落叶桉树林及大草原。典型的栖息树木包括桉树，例如达尔文纹皮桉，千层树，柏松和相思树。或沿着小溪流和峡谷的植被中，或在露出地面的砂岩上，悬崖边，以及一些森林覆盖的近海岛屿上，你都可以发现栖息的北部玫瑰鹦鹉。偶尔也会在达尔文郊区的红树林或公共绿地中发现它们，虽然它们并未生活在茂密的森林中。 

## 生活习性
北部玫瑰鹦鹉不是群居鸟类，尽管有时几只鸟栖于同一棵树上，但通常单独或成对出现。 有时它们会组成6到8只左右的小群体，但很少见到有15只在同一群体内。 它们的性格比起同属中其他玫瑰鹦鹉来说较为害羞内向，受到惊扰会逃到树冠上方。 同时它们比其他玫瑰鹦鹉更为安静，科学家们也很少研究其叫声系统。飞行中，它会发出尖锐短促的吱喳吱喳的召唤声；栖息时，它会发出三声升调的或是金属管道般的音调。喂食时，或是在繁殖季节来临出现争吵时，可以听到轻细的啁啾。 

### 繁殖
在南半球的冬季，北部玫瑰鹦鹉通常在近水的桉树树洞中筑巢。巢中可容纳2至5个蛋，表面为白色磨砂状或略带光泽，大小约为26 x 21 毫米（1 x 0.8 英寸）。雌性鹦鹉独自孵蛋，历时19或20天。 刚孵出的雏鸟身上覆盖着长长的白色绒毛，大多弱小无助（仍生活在巢中）。 它们孵化后会在巢中呆上7周，由父母双方共同喂养。 雏鸟与父母会在一起生活一年或以上，经常以小家庭为单位一起觅食。 

### 食物
北部玫瑰鹦鹉在芳草茵茵的林间空地、路边、河岸以及树冠等地觅食。 它们以种子为食，尤其是桉树，荆树，柏树和草类的种子。也吃白桉、达尔文纹皮桉、长果血木、白千层和长蕨叶的银桦属植物的种子和花蜜。它们也吃花朵，例如达尔文桉（Eucalyptus miniata ）的花和果实。此外还吃幼虫和成虫。 

### 捕食者及寄生虫
北部玫瑰鹦鹉是棕鹰鸮（Ninox rufa）的猎物。 另外该鹦鹉身上或有鸟虱（Fificuloecus wilsoni）。 

## 保护现状

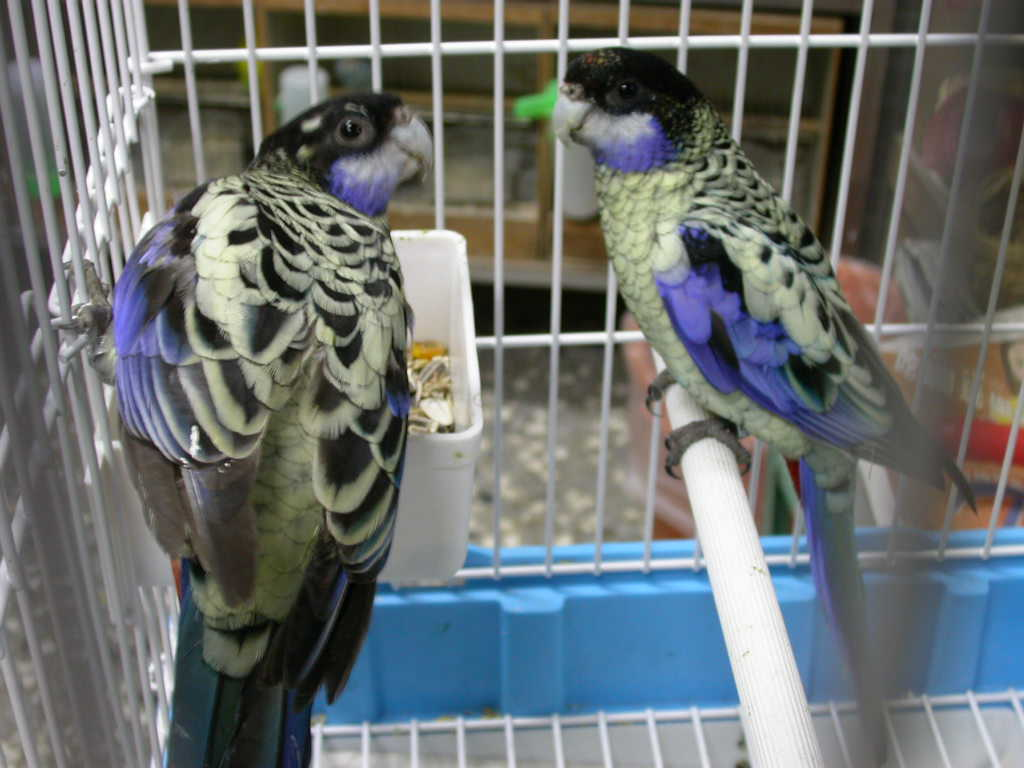
笼中一对，脸颊蓝色醒目

国际自然保护联盟（IUCN）将北部玫瑰鹦鹉列为低危物种，因为其范围广且种群稳定，数量没有任何显著下降的迹象。 尽管如此，北部玫瑰鹦鹉仍不太常见。 放牧和频繁焚烧林地可能对北部玫瑰鹦鹉的数量产生负面影响。 与大多数鹦鹉一样，北部玫瑰鹦鹉受到《濒危野生动植物种国际贸易公约》 （CITES）的保护，列入了附录II中的濒危物种名单，这意味着进出口或交易该名单上的野生动物是非法的。 

## 养殖
在澳大利亚，大多数人工饲养的北部玫瑰鹦鹉都是北领地的白颊指名亚种，但也有一些蓝颊的西澳亚种或中间型。 它颜色靓丽，值得饲养。 据报道，在北半球的人工饲养中，北部玫瑰鹦鹉的繁殖时间与南半球的相同。 由于繁殖季节较早，它们在较冷的月份里可能无法在澳大利亚偏寒冷的地方产卵。饲养员曾尝试在围栏内使用喷水器以诱使它们在其他时间繁殖。